# Archidiecezja Bagdadu (chaldejska)
Archidiecezja Bagdadu – archidiecezja Kościoła chaldejskiego w Iraku, erygowana 20 kwietnia 1553. Jej arcybiskupem ordynariuszem jest z urzędu chaldejski patriarcha Bagdadu, zwierzchnik całego Kościoła chaldejskiego.

## Główne świątynie
- Katedra: Katedra chaldejska św. Józefa w Bagdadzie